# Robert Kerr (1er comte d'Ancram)
Pour les articles homonymes, voir Robert Kerr (homonymie).
Robert Kerr (ou Carr), 1er comte d'Ancram (vers 1578-1654), est un noble écossais, homme politique et écrivain,.

## Biographie
Il descend d'un troisième fils d'Andrew Kerr de Ferniehurst, et est laird d'Ancrum dans le Roxburghshire. Il est le fils de William Kerr d'Ancrum et de Margaret Dundas, une fille d'Alexander Dundas de Fingask.
Il nait vers 1578, et hérite du domaine familial en 1590 à la mort de son père, qui est assassiné sur ordre de son parent, Robert Ker, cadet de Cessford. Les hommes de Cessford tendent une embuscade à William Kerr d'Ancram dans les escaliers à l'entrée de son logement et lui tirent dessus avec un pistolet appelé « dag ». Le litige concerne le poste de prévôt de Jedburgh . Sa mère veuve épouse George Douglas de Mordington, un fils de George Douglas de Parkhead, et a plusieurs autres enfants.
Robert Kerr reçoit dès son plus jeune âge les faveurs de la cour. Peu de temps après l'accession du roi au trône d'Angleterre, Kerr occupe une place considérable dans la maison du prince Henry et de la princesse Elizabeth à Oatlands. Il est fait chevalier, probablement en 1605. En mars 1608, James lui offre un médaillon en or serti de diamants avec sa photo, fourni pour 300 £ par l'orfèvre Henrick van Hulton.
Après la mort du prince Henry en 1612, Kerr rejoint la maison du prince Charles en tant que gentilhomme de la chambre à coucher, obtenant le poste avec l'aide de son cousin, le favori Robert Carr (1er comte de Somerset),. Charles devient son patron tout au long de sa vie. Charles négocie son second mariage avec Anne Stanley, fille du comte de Derby.
En 1620, Kerr est impliqué dans une querelle fatale avec Charles Maxwell, qui insinue qu'il a méprisé le duc de Buckingham et l'insulte sans provocation alors qu'il entre dans le palais de Newmarket. Dans un duel qui suit, Robert tue Maxwell. Même si les amis de Maxwell acquittent Kerr, les règles strictes du roi pour la prévention et la punition des duels le forcent à fuir en Hollande, où il reste environ un an. Durant son exil, il collectionne des tableaux pour lesquels, comme son maître royal, il a du goût. Il présente au prince ceux qu'il a ramenés avec lui. Il se distingue également par son goût littéraire et est un ami de John Donne. Il vit également à Whitehall Palace et à Kew.
Lors de l'accession de Charles Ier au trône, en 1625, Robert Kerr est nommé gentilhomme de chambre.
Il est député d'Aylesbury en 1625 et de Lostwithiel et Preston en 1628.
Kerr se rend en Écosse en juin 1629. Il apporte un cadeau de Charles Ier à Lady Yester, une coiffure bijou décrite comme un "head busk", une bande de petits diamants sertis de fleur de lys à porter sur le front d'une oreille à l'autre. Il mentionne la gratitude de Charles envers sa mère, Lady Seton, pour s'être occupée de lui pendant son enfance au palais de Dunfermline.
Le 24 juin 1633, lorsque Charles est en Écosse lors de son couronnement, Kerr est élevé à la pairie sous les titres de comte d'Ancram et de Lord Kerr de Nisbet, Langnewton et Dolphinstoun . Auparavant, son fils William, par sa première épouse Elizabeth, fille de John Murray de Blackbarony, épouse sa parente, Anne, comtesse de Lothian à part entière, et a reçu, par le roi, le titre de comte de Lothian. Il est donc convenu, dans le brevet accordé à Kerr, que son propre titre reviendrait aux enfants de son second mariage. Ainsi, il est père de deux pairs.
Contrairement à d'autres qui devaient tout à ce prince, le comte d'Ancram reste fidèle au prince pendant tous ses ennuis, bien qu'il n'ait pas pu empêcher son fils aîné, le comte de Lothian, de jouer un rôle remarquable du côté opposé. À la mort du roi Charles, Kerr se réfugie en Hollande, où il passe le reste de ses jours dans les afflictions solitaires et la pauvreté, et meurt en 1654, à l'âge de 76 ans. Jan Lievens l'a peint à ce moment.
Son fils Charles, hérite de son titre, mais fusionne finalement avec celui de Lothian.

## Famille
Il a deux fils de son premier mariage avec Elizabeth Murray :
- Stanley Kerr (décédé avant mai 1672) ;
- William Kerr (1er comte de Lothian) (avant 1615 - octobre 1675).

Il a un fils et deux filles de son second mariage avec Anne, fille de William Stanley (6e comte de Derby) :
- Charles Kerr (2e comte d'Ancram) (6 août 1624 - septembre 1690) ;
- Vere Kerr ;
- Elizabeth Kerr.